# Henry Pelham
Henry Pelham (Laughton, East Sussex, 1694. szeptember 25. – London, 1754. március 6.) whig párti brit politikus, Nagy-Britannia miniszterelnöke 1743. augusztus 27-étől haláláig.
Henry Thomas Pelham és Lady Grace Holles második fia volt. Westminsterben és az oxfordi Hart Hallban tanult. Ez utóbbi, ma már Hertford College néven, máig őrzi emlékét legelőkelőbb klubja, a Sir Henry Pelham Gentlemen's Sporting Society nevében. Önkéntesként szolgált a prestoni csatában 1715-ben, egy ideig a kontinensen élt, majd 1717-ben az East Sussex-i Seaford képviseletében tagja lett a Parlamentnek. Ezt a körzetet 1722-ig képviselte.
Erős családi befolyás és Robert Walpole ajánlása révén 1721-ben a Kincstár Lordja lett. 1724-ben hadügyminiszterként tagja lett a kormánynak. Ezt a pozíciót 1730-ban felcserélte a hadsereg finanszírozásáért felelős miniszter jóval jövedelmezőbb tisztére. Igazán azonban akkor került előtérbe, amikor kiállt Walpole súlyos vitákat kiváltó adóreformterve mellett. 1742-ben, a whig párt két szárnyának kibékülésével új kormány alakult, amelynek névleges feje előbb Spencer Compton, majd annak halálával Pelham lett, bár a valódi irányítás Lord John Carteret kezében volt. Őt azonban a következő évben kiszorították a kabinetből, így ezt követően Pelhamet tekintették a kormány vezető alakjának, bár bátyjának is jelentős befolyása volt. Vele való alkalmankénti összetűzései megnehezítették a kormányzást.
Pelham, erősen békepárti lévén, csekély lelkesedéssel és közepes sikerrel folytatta az osztrák örökösödési háborút, ám az ország, amely belefáradt a szakadatlan háborúskodásba, szinte szó nélkül beletörődött külpolitikájába. II. György király, miután saját terveit nem sikerült keresztülvinnie, 1746-ban ajánlatot tett William Pulteney-nek, ám számításait keresztülhúzta a Pelham fivérek lemondása, akik végül a király kérésére mégis hivatalban maradtak.
1749-ben a konszolidációs törvény elfogadásával újjászervezték a Brit Királyi Haditengerészetet. 1751 március 20-án elfogadták a naptárreformot: az új év kezdetét január 1-jére helyezték, a következő évtől pedig bevezették a Gergely-naptárat. Pelham egyik utolsó intézkedéseként elfogadták a házasságról szóló törvényt, amely megszabta a beleegyezés alsó korhatárát. Halálakor bátyja, Thomas, Newcastle hercege vette át a kormány vezetését.

## Eredményei
Pelhamet éppen jellemének hiányosságai tették sikeressé, mivel egy erős személyiségű, önbecsülésű, határozott politikai célkitűzésekkel rendelkező politikus nem lett volna képes összetartani a kormány széthúzó tagjait. Ezenkívül tapintatos volt, és jól ismerte a Képviselőház vezéralakjait. Bármilyen vita vagy engedetlenség volt is a kabinetben, azt sosem engedte nyílt lázadássá fajulni. Pénzügyi politikája is komoly elismerést érdemel, különösen az államadósság csökkentésére és szerkezetének egyszerűsítésére irányuló terveit tekintve.

## Fordítás
- Ez a szócikk részben vagy egészben  a   Henry Pelham című angol Wikipédia-szócikk ezen változatának fordításán alapul.  Az eredeti cikk szerkesztőit annak laptörténete sorolja fel. Ez a jelzés csupán a megfogalmazás eredetét és a szerzői jogokat jelzi, nem szolgál a cikkben szereplő információk forrásmegjelöléseként.